# 服部彰文
服部 彰文（はっとり あきふみ、1947年（昭和22年）10月1日 - ）は、日本の政治家。元愛知県弥富市長（3期）。

## 来歴
1971年（昭和46年）3月、明治大学商学部卒業。同年4月、ユニー株式会社に入社。1993年（平成5年）9月、株式会社ユーストアに入社。
2007年（平成19年）1月21日に行われた弥富市長選挙に、市議などを長年務めた親族の支援を受けて立候補。自由民主党の推薦を受けた現職の川瀬輝夫を破り初当選した。同年2月4日、市長に就任。
※当日有権者数：33,774人 最終投票率：62.65%（前回比：pts）
| 候補者名 | 年齢 | 所属党派 | 新旧別 | 得票数   | 得票率 | 推薦・支持         |
| -------- | ---- | -------- | ------ | -------- | ------ | ------------------ |
| 服部彰文 | 59   | 無所属   | 新     | 11,454票 | 54.95% |                    |
| 川瀬輝夫 | 77   | 無所属   | 現     | 9,390票  | 45.05% | （推薦）自由民主党 |

市長選出馬時に「月額給与20％カット」を公約に掲げたが、歳費に関する条例の改正には着手しなかった。2011年（平成23年）、無投票により再選すると、下げるどころか自身の給与を増額した。
2015年（平成27年）、無投票により3選。

### 女性問題により辞職
2018年（平成30年）、写真週刊誌「フライデー」10月5日号に、妻ではない女性と頻繁に会っていると写真付きで報じられた。相手は近隣市に住んでいる主婦で、2013年～14年ごろ「ミス弥富金魚」に選出された女性の母親であった。報道によれば、「ミス弥富金魚」の関係で両者は男女の仲になったとされた。
服部は市幹部に対し、写真週刊誌の報道内容を大筋で事実と認めた、10月10日、記者団の取材に応じ「不徳の致すところ」と述べ、市長を辞任する意向を表明した。10月31日付で辞職した。

### 公共事業をめぐり請願者に圧力
服部は市長在職中、JR・名鉄弥富駅関連事業を重点施策に位置付けていた。服部の辞職後も、市は同駅の橋上駅化と高架通路の建設計画を進めていたが、2021年（令和3年）2月15日、市民から、コロナ禍が収束し財政が健全化するまで計画の延期を求める請願書が市議会議長宛てに提出された。市議会の規則に沿って、請願書は翌2月16日に全議員に配られた。
服部は佐藤高清市議から請願書の名簿を受け取り、同年2月17日、市内の建設業者の男性に電話をかけ「公共事業請負業者のあなたが反対してもいいのか。足を引っ張るつもりか」と責め立てた。翌2月18日には弥富金魚漁業協同組合の男性理事に「市のコロナ支援金をもらっている立場で反対していいのか」と電話をかけた。このため、請願者側は個人情報の漏えいを指摘し「圧力や脅しだ」と批判した。
名簿を提供した佐野市議は「議会事務局に確認し、守秘義務はないと思った」と説明した。市議会事務局は「請願審議を目的に議員には公開していた。外部への公開は想定しておらず、今後漏れないよう対応が必要」と取材に答えた。全国市民オンブズマン連絡会議事務局長の新海聡弁護士は、第三者への請願書の開示は目的外利用に当たり「個人情報保護法に抵触する可能性がある」と指摘した。